# Biduanda batunensis
Biduanda batunensis är en fjärilsart som beskrevs av Hans Fruhstorfer 1912. Biduanda batunensis ingår i släktet Biduanda och familjen juvelvingar. Inga underarter finns listade i Catalogue of Life.